# Spielvereinigung Greuther Fürth 2021-2022
Questa voce raccoglie le informazioni riguardanti la Spielvereinigung Greuther Fürth nelle competizioni ufficiali della stagione 2021-2022.

## Stagione
Nella stagione 2021-2022 il Greuther Fürth, allenato da Stefan Leitl, concluse il campionato di Bundesliga al 18º posto. In Coppa di Germania il Greuther Fürth fu eliminato al primo turno dal Babelsberg.

## Rosa
| N. |                        | Ruolo | Calciatore       |
| -- | ---------------------- | ----- | ---------------- |
| 1  | Germania (bandiera)    | P     | Marius Funk      |
| 2  | Germania (bandiera)    | D     | Simon Asta       |
| 4  | Germania (bandiera)    | D     | Maximilian Bauer |
| 7  | Germania (bandiera)    | A     | Robin Kehr       |
| 9  | Francia (bandiera)     | A     | Afimico Pululu   |
| 10 | Svezia (bandiera)      | A     | Branimir Hrgota  |
| 11 | Nigeria (bandiera)     | A     | Dickson Abiama   |
| 13 | Germania (bandiera)    | C     | Max Christiansen |
| 15 | Paesi Bassi (bandiera) | D     | Jetro Willems    |
| 16 | Norvegia (bandiera)    | A     | Håvard Nielsen   |
| 17 | Germania (bandiera)    | A     | Jessic Ngankam   |
| 18 | Germania (bandiera)    | D     | Marco Meyerhöfer |
| 19 | Germania (bandiera)    | D     | Oliver Fobassam  |
| 20 | Germania (bandiera)    | C     | Tobias Raschl    |

| N. |                        | Ruolo | Calciatore          |
| -- | ---------------------- | ----- | ------------------- |
| 21 | Germania (bandiera)    | C     | Timothy Tillman     |
| 22 | Germania (bandiera)    | D     | Sebastian Griesbeck |
| 23 | Germania (bandiera)    | D     | Gideon Jung         |
| 24 | Paesi Bassi (bandiera) | D     | Nick Viergever      |
| 25 | Germania (bandiera)    | P     | Leon Schaffran      |
| 26 | Svezia (bandiera)      | P     | Andreas Linde       |
| 27 | Germania (bandiera)    | D     | Luca Itter          |
| 28 | Tunisia (bandiera)     | C     | Jeremy Dudziak      |
| 30 | Germania (bandiera)    | P     | Sascha Burchert     |
| 32 | Francia (bandiera)     | D     | Abdourahmane Barry  |
| 33 | Germania (bandiera)    | C     | Paul Seguin         |
| 37 | Stati Uniti (bandiera) | A     | Julian Green        |
| 39 | Turchia (bandiera)     | C     | Mert-Yusuf Torlak   |
| 40 | Germania (bandiera)    | C     | Jamie Leweling      |

## Organigramma societario
Area tecnica
- Preparatori atletici:
- Allenatore in seconda: Alexander Hahn, Andre Mijatović
- Preparatore dei portieri: Christian Fiedler
- Analisi video:
- Allenatore: Stefan Leitl, Marc Schneider

## Calciomercato

### Sessione estiva
| Acquisti | Acquisti            | Acquisti          | Acquisti |
| R.       | Nome                | da                | Modalità |
| -------- | ------------------- | ----------------- | -------- |
| D        | Nick Viergever      | PSV               |          |
| D        | Sebastian Griesbeck | Union Berlino     |          |
| A        | Cedric Itten        | Rangers           |          |
| D        | Jetro Willems       | Sconosciuta       |          |
| C        | Jeremy Dudziak      | Amburgo           |          |
| D        | Justin Hoogma       | Hoffenheim        |          |
| C        | Adrian Fein         | Bayern Monaco     |          |
| A        | Jessic Ngankam      | Hertha Berlino    |          |
| C        | Max Christiansen    | Waldhof Mannheim  |          |
| D        | Gideon Jung         | Amburgo           |          |
| C        | Nils Seufert        | Arminia Bielefeld |          |

| Cessioni | Cessioni        | Cessioni      | Cessioni |
| R.       | Nome            | a             | Modalità |
| -------- | --------------- | ------------- | -------- |
| C        | Marijan Ćavar   | Široki Brijeg |          |
| C        | Anton Stach     | Magonza       |          |
| C        | Sebastian Ernst | Hannover 96   |          |
| D        | Paul Jaeckel    | Union Berlino |          |
| C        | David Raum      | Hoffenheim    |          |

### Sessione invernale
| Acquisti | Acquisti       | Acquisti          | Acquisti |
| R.       | Nome           | da                | Modalità |
| -------- | -------------- | ----------------- | -------- |
| C        | Tobias Raschl  | Borussia Dortmund |          |
| P        | Andreas Linde  | Molde             |          |
| A        | Afimico Pululu | Basilea           |          |

| Cessioni | Cessioni          | Cessioni        | Cessioni |
| R.       | Nome              | a               | Modalità |
| -------- | ----------------- | --------------- | -------- |
| A        | Emil Berggreen    | SønderjyskE     |          |
| C        | Adrian Fein       | Dinamo Dresda   |          |
| D        | Justin Hoogma     | Heracles Almelo |          |
| A        | Cedric Itten      | Rangers         |          |
| C        | Hans Nunoo Sarpei | Ingolstadt 04   |          |
| C        | Nils Seufert      | Sandhausen      |          |

## Risultati

### Bundesliga

#### Girone di andata
| Arbitro: | Zwayer |

|                                                   |           |              |
| Endō 30’ Klement 36’ Kempf 55’, 76’ Ghaddioui 61’ | Marcatori | 90’ Leweling |

| Arbitro: | Schlager |

|                   |           |          |
| Hrgota 50’ (rig.) | Marcatori | 45’ Klos |

| Arbitro: | Reichel |

|                                   |           |  |
| Lucoqui 15’ Szalai 18’ Stöger 90’ | Marcatori |  |

| Arbitro: | Hartmann |

|  |           |                                |
|  | Marcatori | 10’ Nmecha 90’ (rig.) Weghorst |

| Arbitro: | Stieler |

|                                  |           |                   |
| Ekkelenkamp 61’ Bauer 79’ (aut.) | Marcatori | 57’ (rig.) Hrgota |

| Arbitro: | Schröder |

|           |           |                                             |
| Itten 87’ | Marcatori | 10’ Müller 31’ Kimmich 68’ (aut.) Griesbeck |

| Arbitro: | Jöllenbeck |

|                               |           |               |
| Andersson 50’ Skhiri 55’, 89’ | Marcatori | 7’ Meyerhöfer |

| Arbitro: | Dankert |

|  |           |             |
|  | Marcatori | 80’ Losilla |

| Arbitro: | Dingert |

|                                                          |           |                   |
| Poulsen 46’ Forsberg 53’ (rig.) Szoboszlai 65’ Novoa 88’ | Marcatori | 45’ (rig.) Hrgota |

| Arbitro: | Brych |

|                                             |           |              |
| Asta 20’ (aut.) Höfler 39’ Grifo 78’ (rig.) | Marcatori | 74’ Leweling |

| Arbitro: | Siebert |

|           |           |                    |
| Itten 90’ | Marcatori | 75’ Rode 90’ Borré |

| Arbitro: | Brand |

|                                      |           |  |
| Hofmann 9’, 57’ Neuhaus 28’ Pléa 43’ | Marcatori |  |

| Arbitro: | Dankert |

|                                     |           |                                                           |
| Leweling 22’ Tillman 46’ Hrgota 67’ | Marcatori | 32’, 62’, 80’ Bebou 40’, 57’ Rutter 66’ (aut.) Meyerhöfer |

| Arbitro: | Reichel |

|                                                             |           |             |
| Adli 11’ Tapsoba 17’ Hincapié 45’ Schick 49’, 69’, 74’, 76’ | Marcatori | 33’ Dudziak |

| Arbitro: | Jablonski |

|             |           |  |
| Nielsen 56’ | Marcatori |  |

| Arbitro: | Schlager |

|                                   |           |  |
| Haaland 33’ (rig.), 82’ Malen 89’ | Marcatori |  |

| Fürth 18 dicembre 2021, ore 15:30 CET 17ª giornata | Greuther Fürth | 0 – 0 referto | Augusta | Sportpark Ronhof Thomas Sommer (0 spett.)\| Arbitro: \| Stegemann \| |
| Arbitro:                                           | Stegemann      |               |         |                                                                      |

#### Girone di ritorno
| Fürth 8 gennaio 2022, ore 15:30 CET 18ª giornata | Greuther Fürth | 0 – 0 referto | Stoccarda | Sportpark Ronhof Thomas Sommer (0 spett.)\| Arbitro: \| Brych \| |
| Arbitro:                                         | Brych          |               |           |                                                                  |

| Arbitro: | Dingert |

|                       |           |                          |
| Okugawa 8’ Castro 83’ | Marcatori | 35’ Leweling 67’ Nielsen |

| Arbitro: | Schröder |

|                             |           |             |
| Dudziak 12’ Bell 66’ (aut.) | Marcatori | 90’ Onisiwo |

| Arbitro: | Petersen |

|                                        |           |                   |
| Vranckx 7’, 49’ Arnold 70’ Philipp 75’ | Marcatori | 44’ (rig.) Hrgota |

| Arbitro: | Schlager |

|                       |           |             |
| Hrgota 1’, 71’ (rig.) | Marcatori | 82’ Gechter |

| Arbitro: | Hartmann |

|                                                             |           |            |
| Lewandowski 46’, 82’ Griesbeck 61’ (aut.) Choupo-Moting 90’ | Marcatori | 42’ Hrgota |

| Arbitro: | Schröder |

|               |           |           |
| Griesbeck 69’ | Marcatori | 53’ Kainz |

| Arbitro: | Schlager |

|                         |           |                          |
| Leitsch 35’ Losilla 71’ | Marcatori | 64’ (aut.) Bella-Kotchap |

| Arbitro: | Jablonski |

|             |           |                                                                       |
| Leweling 4’ | Marcatori | 17’ Silva 32’ Forsberg 34’ Laimer 45’ Henrichs 58’ Simakan 69’ Nkunku |

| Fürth 19 marzo 2022, ore 15:30 CET 27ª giornata | Greuther Fürth | 0 – 0 referto | Friburgo | Sportpark Ronhof Thomas Sommer (9 884 spett.)\| Arbitro: \| Reichel \| |
| Arbitro:                                        | Reichel        |               |          |                                                                        |

| Francoforte sul Meno 2 aprile 2022, ore 15:30 CEST 28ª giornata | Eintracht Francoforte | 0 – 0 referto | Greuther Fürth | Deutsche Bank Park (47 500 spett.)\| Arbitro: \| Dankert \| |
| Arbitro:                                                        | Dankert               |               |                |                                                             |

| Arbitro: | Stieler |

|  |           |                            |
|  | Marcatori | 18’ Thuram 24’ (rig.) Pléa |

| Sinsheim 17 aprile 2022, ore 17:30 CEST 30ª giornata | Hoffenheim | 0 – 0 referto | Greuther Fürth | PreZero Arena (16 110 spett.)\| Arbitro: \| Zwayer \| |
| Arbitro:                                             | Zwayer     |               |                |                                                       |

| Arbitro: | Reichel |

|            |           |                                                |
| Willems 5’ | Marcatori | 8’ Schick 18’ Azmoun 58’ Paulinho 84’ Palacios |

| Arbitro: | Ittrich |

|            |           |            |
| Michel 72’ | Marcatori | 33’ Hrgota |

| Arbitro: | Dingert |

|             |           |                              |
| Ngankam 70’ | Marcatori | 26’, 72’ Brandt 77’ Passlack |

| Arbitro: | Reichel |

|                                      |           |             |
| Caligiuri 11’ (rig.) Gregoritsch 84’ | Marcatori | 24’ Ngankam |

### Coppa di Germania
| Arbitro: | Braun |

|                                          |                      |                                        |
| Rausch 37’ Hoffmann 70’                  | Marcatori            | 22’ (rig.) Hrgota 85’ Green            |
| Frahn Wegener Lela Reimann Moravec Danko | Tiri di rigore 5 – 4 | Green Seguin Hrgota Barry Sarpei Bauer |

## Statistiche

### Statistiche di squadra
| Competizione      | Punti | In casa | In casa | In casa | In casa | In casa | In casa | In trasferta | In trasferta | In trasferta | In trasferta | In trasferta | In trasferta | Totale | Totale | Totale | Totale | Totale | Totale | DR  |
| Competizione      | Punti | G       | V       | N       | P       | Gf      | Gs      | G            | V            | N            | P            | Gf           | Gs           | G      | V      | N      | P      | Gf     | Gs     | DR  |
| ----------------- | ----- | ------- | ------- | ------- | ------- | ------- | ------- | ------------ | ------------ | ------------ | ------------ | ------------ | ------------ | ------ | ------ | ------ | ------ | ------ | ------ | --- |
| Bundesliga        | 18    | 17      | 3       | 5       | 9       | 15      | 33      | 17           | 0            | 4            | 13           | 13           | 49           | 34     | 3      | 9      | 22     | 28     | 82     | -54 |
| Coppa di Germania | -     | 0       | 0       | 0       | 0       | 0       | 0       | 1            | 0            | 1            | 0            | 2            | 2            | 1      | 0      | 1      | 0      | 2      | 2      | 0   |
| Totale            | 18    | 17      | 3       | 5       | 9       | 15      | 33      | 18           | 0            | 5            | 13           | 15           | 51           | 35     | 3      | 10     | 22     | 30     | 84     | -54 |

### Andamento in campionato
| Giornata  | 1  | 2  | 3  | 4  | 5  | 6  | 7  | 8  | 9  | 10 | 11 | 12 | 13 | 14 | 15 | 16 | 17 | 18 | 19 | 20 | 21 | 22 | 23 | 24 | 25 | 26 | 27 | 28 | 29 | 30 | 31 | 32 | 33 | 34 |
| --------- | -- | -- | -- | -- | -- | -- | -- | -- | -- | -- | -- | -- | -- | -- | -- | -- | -- | -- | -- | -- | -- | -- | -- | -- | -- | -- | -- | -- | -- | -- | -- | -- | -- | -- |
| Luogo     | T  | C  | T  | C  | T  | C  | T  | C  | T  | T  | C  | T  | C  | T  | C  | T  | C  | C  | T  | C  | T  | C  | T  | C  | T  | C  | C  | T  | C  | T  | C  | T  | C  | T  |
| Risultato | P  | N  | P  | P  | P  | P  | P  | P  | P  | P  | P  | P  | P  | P  | V  | P  | N  | N  | N  | V  | P  | V  | P  | N  | P  | P  | N  | N  | P  | N  | P  | N  | P  | P  |
| Posizione | 17 | 15 | 16 | 18 | 18 | 18 | 18 | 18 | 18 | 18 | 18 | 18 | 18 | 18 | 18 | 18 | 18 | 18 | 18 | 18 | 18 | 18 | 18 | 18 | 18 | 18 | 18 | 18 | 18 | 18 | 18 | 18 | 18 | 18 |

Legenda:

Luogo: C = Casa; T = Trasferta. Risultato: V = Vittoria; N = Pareggio; P = Sconfitta.

### Statistiche dei giocatori
| Giocatore       | Bundesliga | Bundesliga | Bundesliga  | Bundesliga | Coppa di Germania | Coppa di Germania | Coppa di Germania | Coppa di Germania | Totale   | Totale | Totale      | Totale     |
| Giocatore       | Presenze   | Reti       | Ammonizioni | Espulsioni | Presenze          | Reti              | Ammonizioni       | Espulsioni        | Presenze | Reti   | Ammonizioni | Espulsioni |
| --------------- | ---------- | ---------- | ----------- | ---------- | ----------------- | ----------------- | ----------------- | ----------------- | -------- | ------ | ----------- | ---------- |
| D. Abiama       | 24         | 0          | 3           | 0          | 1                 | 0                 | 0                 | 0                 | 25       | 0      | 3           | 0          |
| S. Asta         | 13         | 0          | 1           | 0          | 1                 | 0                 | 0                 | 0                 | 14       | 0      | 1           | 0          |
| A. Barry        | 8          | 0          | 2           | 0          | 1                 | 0                 | 1                 | 0                 | 9        | 0      | 3           | 0          |
| M. Bauer        | 26         | 0          | 5           | 0          | 1                 | 0                 | 0                 | 0                 | 27       | 0      | 5           | 0          |
| S. Burchert     | 14         | 0          | 0           | 0          | 0                 | 0                 | 0                 | 0                 | 14       | 0      | 0           | 0          |
| M. Christiansen | 27         | 0          | 5           | 0          | 0                 | 0                 | 0                 | 0                 | 27       | 0      | 5           | 0          |
| J. Dudziak      | 22         | 2          | 1           | 0          | 0                 | 0                 | 0                 | 0                 | 22       | 2      | 1           | 0          |
| A. Fein         | 3          | 0          | 0           | 0          | 1                 | 0                 | 0                 | 0                 | 4        | 0      | 0           | 0          |
| O. Fobassam     | 0          | 0          | 0           | 0          | 0                 | 0                 | 0                 | 0                 | 0        | 0      | 0           | 0          |
| M. Funk         | 8          | 0          | 0           | 0          | 1                 | 0                 | 0                 | 0                 | 9        | 0      | 0           | 0          |
| J. Green        | 24         | 0          | 2           | 0          | 1                 | 1                 | 0                 | 0                 | 25       | 1      | 2           | 0          |
| S. Griesbeck    | 29         | 1          | 7           | 0          | 0                 | 0                 | 0                 | 0                 | 29       | 1      | 7           | 0          |
| J. Hoogma       | 3          | 0          | 1           | 0          | 1                 | 0                 | 0                 | 0                 | 4        | 0      | 1           | 0          |
| B. Hrgota       | 34         | 9          | 4           | 0          | 1                 | 1                 | 0                 | 0                 | 35       | 10     | 4           | 0          |
| C. Itten        | 12         | 2          | 1           | 0          | 0                 | 0                 | 0                 | 0                 | 12       | 2      | 1           | 0          |
| L. Itter        | 24         | 0          | 3           | 0          | 0                 | 0                 | 0                 | 0                 | 24       | 0      | 3           | 0          |
| G. Jung         | 5          | 0          | 0           | 0          | 1                 | 0                 | 0                 | 0                 | 6        | 0      | 0           | 0          |
| R. Kehr         | 0          | 0          | 0           | 0          | 0                 | 0                 | 0                 | 0                 | 0        | 0      | 0           | 0          |
| J. Leweling     | 33         | 5          | 3           | 0          | 1                 | 0                 | 0                 | 0                 | 34       | 5      | 3           | 0          |
| A. Linde        | 12         | 0          | 0           | 0          | 0                 | 0                 | 0                 | 0                 | 12       | 0      | 0           | 0          |
| M. Meyerhöfer   | 26         | 1          | 0           | 0          | 0                 | 0                 | 0                 | 0                 | 26       | 1      | 0           | 0          |
| J. Ngankam      | 6          | 2          | 0           | 0          | 0                 | 0                 | 0                 | 0                 | 6        | 2      | 0           | 0          |
| H. Nielsen      | 26         | 2          | 2           | 0          | 0                 | 0                 | 0                 | 0                 | 26       | 2      | 2           | 0          |
| A. Pululu       | 8          | 0          | 0           | 0          | 0                 | 0                 | 0                 | 0                 | 8        | 0      | 0           | 0          |
| T. Raschl       | 10         | 0          | 0           | 0          | 0                 | 0                 | 0                 | 0                 | 10       | 0      | 0           | 0          |
| H. Sarpei       | 8          | 0          | 2           | 0          | 1                 | 0                 | 0                 | 0                 | 9        | 0      | 2           | 0          |
| L. Schaffran    | 0          | 0          | 0           | 0          | 0                 | 0                 | 0                 | 0                 | 0        | 0      | 0           | 0          |
| P. Seguin       | 27         | 0          | 9           | 0          | 1                 | 0                 | 1                 | 0                 | 28       | 0      | 10          | 0          |
| N. Seufert      | 4          | 0          | 0           | 0          | 1                 | 0                 | 1                 | 0                 | 5        | 0      | 1           | 0          |
| T. Tillman      | 29         | 1          | 3           | 0          | 1                 | 0                 | 0                 | 0                 | 30       | 1      | 3           | 0          |
| M. Torlak       | 0          | 0          | 0           | 0          | 0                 | 0                 | 0                 | 0                 | 0        | 0      | 0           | 0          |
| N. Viergever    | 24         | 0          | 2           | 0          | 0                 | 0                 | 0                 | 0                 | 24       | 0      | 2           | 0          |
| J. Willems      | 24         | 1          | 5           | 0          | 0                 | 0                 | 0                 | 0                 | 24       | 1      | 5           | 0          |